# Rappresentazioni classiche al Teatro greco di Siracusa
Elenco delle rappresentazioni classiche al teatro greco di Siracusa, organizzate dall'Istituto nazionale del dramma antico.

## Dal 1914 al 1950
| Anno | Titolo               | Autore     | Traduzione               | Regia            | Musiche                  | Scenografia        | Costumi            | Coreografia     | Attori principali |
| ---- | -------------------- | ---------- | ------------------------ | ---------------- | ------------------------ | ------------------ | ------------------ | --------------- | --- |
| 1914 | Agamennone           | Eschilo    | Ettore Romagnoli         | Ettore Romagnoli | Ettore Romagnoli         | Duilio Cambellotti | Bruno Puozzo       |                 | Gualtiero Tumiati (Agamennone) |
| 1921 | Le Coefore           | Eschilo    | Ettore Romagnoli         | Ettore Romagnoli | Giuseppe Mulè            | Duilio Cambellotti | Duilio Cambellotti |                 | Teresa Franchini (Elettra) |
| 1922 | Le Baccanti          | Euripide   | Ettore Romagnoli         | Ettore Romagnoli | Giuseppe Mulè            | Duilio Cambellotti | Duilio Cambellotti |                 | Guglielmo Barnabò (Cadmo), Annibale Ninchi (Dioniso) |
| 1922 | Edipo re             | Sofocle    | Ettore Romagnoli         | Ettore Romagnoli | Ettore Romagnoli         | Duilio Cambellotti | Duilio Cambellotti |                 | Guglielmo Barnabò (Tiresia), Annibale Ninchi (Edipo) |
| 1924 | I sette a Tebe       | Eschilo    | Ettore Romagnoli         | Ettore Romagnoli | Giuseppe Mulè            | Duilio Cambellotti | Duilio Cambellotti | Valerie Kratina | |
| 1924 | Antigone             | Sofocle    | Ettore Romagnoli         | Ettore Romagnoli | Giuseppe Mulè            | Duilio Cambellotti | Duilio Cambellotti |                 | Gualtiero Tumiati (Creonte) |
| 1927 | Medea                | Euripide   | Ettore Romagnoli         | Ettore Romagnoli | Giuseppe Mulè            | Duilio Cambellotti | Duilio Cambellotti | Valerie Kratina | |
| 1927 | Il ciclope           | Euripide   | Ettore Romagnoli         | Ettore Romagnoli | Giuseppe Mulè            | Duilio Cambellotti | Duilio Cambellotti | Valerie Kratina | Gualtiero Tumiati (Polifemo) |
| 1927 | Le nuvole            | Aristofane | Ettore Romagnoli         | Ettore Romagnoli | Giuseppe Mulè            | Duilio Cambellotti | Duilio Cambellotti | Valerie Kratina | Gualtiero Tumiati (Lesina) |
| 1927 | I satiri alla caccia | Sofocle    | Ettore Romagnoli         | Ettore Romagnoli | Giuseppe Mulè            | Duilio Cambellotti | Duilio Cambellotti | Valerie Kratina | |
| 1930 | Ifigenia in Aulide   | Euripide   | Giulio Garavani          | Franco Liberati  | Giuseppe Mulè            | Duilio Cambellotti | Duilio Cambellotti | Jia Ruskaja     | Evelina Paoli (Clitemnestra), Emilio Petacci (servo), Corrado Racca (Agamennone), Giovanna Scotto (Ifigenia)                                                          |
| 1930 | Agamennone           | Eschilo    | Armando Marchioni        | Franco Liberati  | Ildebrando Pizzetti      | Duilio Cambellotti | Duilio Cambellotti | Jia Ruskaja     | Evelina Paoli (Clitemnestra), Emilio Petacci (scolta), Corrado Racca (Agamennone), Giovanna Scotto (Cassandra)                                                        |
| 1933 | Ifigenia in Tauride  | Euripide   | Giovanni Alfredo Cesareo | Franco Liberati  | Giuseppe Mulè            | Duilio Cambellotti | Duilio Cambellotti | Rosalia Chladek | Nerio Bernardi (Oreste), Maria Melato (Ifigenia), Annibale Ninchi (nunzio), Giorgio Piamonti (Pilade)                                                                 |
| 1933 | Le Trachinie         | Sofocle    | Ettore Bignone           | Franco Liberati  | Ildebrando Pizzetti      | Duilio Cambellotti | Duilio Cambellotti | Rosalia Chladek | Celeste Almieri (nutrice), Nerio Bernardi (Illo), Maria Melato (Deianira), Annibale Ninchi (Eracle)                                                                   |
| 1936 | Ippolito             | Euripide   | Giovanni Alfredo Cesareo | Franco Liberati  | Giuseppe Mulè            | Duilio Cambellotti | Duilio Cambellotti | Rosalia Chladek | Emma Baron (Artemide), Annibale Ninchi (Ippolito), Giovanna Scotto (Fedra), Gualtiero Tumiati (Teseo)                                                                 |
| 1936 | Edipo a Colono       | Sofocle    | Ettore Bignone           | Franco Liberati  | Ildebrando Pizzetti      | Duilio Cambellotti | Duilio Cambellotti | Rosalia Chladek | Emma Baron (Ismene), Amedeo Nazzari (Teseo), Annibale Ninchi (Edipo)                                                                                                  |
| 1939 | Aiace                | Sofocle    | Ettore Bignone           |                  | Riccardo Zandonai        | Pietro Aschieri    | Duilio Cambellotti | Rosalia Chladek | Gino Cervi (Teucro), Annibale Ninchi (Aiace), Carlo Ninchi (Ulisse), Giovanna Scotto (Atena), Paolo Stoppa (Menelao), Aroldo Tieri (messaggero)                       |
| 1939 | Ecuba                | Euripide   | Manlio Faggella          |                  | Gian Francesco Malipiero | Pietro Aschieri    | Duilio Cambellotti | Rosalia Chladek | Rina Morelli (Polissena), Annibale Ninchi (Polinestore), Carlo Ninchi (Taltibio), Giovanna Scotto (Ecuba), Paolo Stoppa (Odisseo), Aroldo Tieri (Polinice)            |
| 1948 | Agamennone           | Eschilo    | Manara Valgimigli        |                  | Gian Francesco Malipiero | Duilio Cambellotti | Duilio Cambellotti | Rosalia Chladek | Mario Besesti (Agamennone), Sarah Ferrati (Cassandra), Annibale Ninchi (araldo), Giovanna Scotto (Clitemnestra)                                                       |
| 1948 | Le Coefore           | Eschilo    | Manara Valgimigli        |                  | Gian Francesco Malipiero | Duilio Cambellotti | Duilio Cambellotti | Rosalia Chladek | Daniela Palmer (Elettra), Salvo Randone (Oreste), Giovanna Scotto (Clitemnestra)                                                                                      |
| 1948 | Le Eumenidi          | Eschilo    | Manara Valgimigli        |                  | Gian Francesco Malipiero | Duilio Cambellotti | Duilio Cambellotti | Rosalia Chladek | Anna Proclemer (corifea), Salvo Randone (Oreste), Giovanna Scotto (Clitemnestra)                                                                                      |
| 1950 | Le Baccanti          | Euripide   | Ettore Romagnoli         | Guido Salvini    | Guido Turchi             | Veniero Colasanti  | Veniero Colasanti  | Rosalia Chladek | Carlo D'Angelo (bifolco), Dario Dolci (guardia), Sarah Ferrati (Agave), Arnoldo Foà (Cadmo), Vittorio Gassman (Dioniso), Roldano Lupi (Penteo), Renzo Ricci (Tiresia) |
| 1950 | I Persiani           | Eschilo    | Ettore Bignone           | Guido Salvini    | Giorgio Federico Ghedini | Giulio Coltellacci | Giulio Coltellacci | Rosalia Chladek | Antonio Crast (Serse), Carlo D'Angelo (corifeo), Sarah Ferrati (Atossa), Arnoldo Foà (corifeo), Vittorio Gassman (messo), Roldano Lupi (corifeo), Renzo Ricci (Dario) |
| Anno | Titolo               | Autore     | Traduzione               | Regia            | Musiche                  | Scenografia        | Costumi            | Coreografia     | Attori principali |

## Dal 1952 al 2000
| Anno | Titolo               | Autore     | Traduzione                                | Regia                                | Musiche                        | Scenografia                          | Costumi                          | Coreografia                         | Attori principali |
| ---- | -------------------- | ---------- | ----------------------------------------- | ------------------------------------ | ------------------------------ | ------------------------------------ | -------------------------------- | ----------------------------------- | --- |
| 1952 | Edipo a Colono       | Sofocle    | Ettore Bignone                            | Guido Salvini                        | Fiorenzo Carpi                 | Veniero Colasanti                    | Veniero Colasanti                |                                     | Edda Albertini (Antigone), Carlo D'Angelo (Teseo), Cesare Polacco (ospite), Salvo Randone (Edipo), Vittorio Sanipoli (Creonte), Giancarlo Sbragia (Polinice)                                                         |
| 1952 | Le troiane           | Euripide   | Ettore Romagnoli                          | Guido Salvini                        | Fiorenzo Carpi                 | Veniero Colasanti                    | Veniero Colasanti                | Rosalia Chladek                     | Edda Albertini (Andromaca), Gabriele Ferzetti (Menelao), Vivi Gioi (Elena), Giorgio Piazza (Poseidone), Giovanna Scotto (Ecuba), Elena Zareschi (Cassandra)                                                          |
| 1954 | Prometeo incatenato  | Eschilo    | Gennaro Perrotta                          | Guido Salvini                        | Goffredo Petrassi              | Mario Chiari                         | Mario Chiari                     | Mary Obolensky                      | Andrea Bosic (Efesto), Vittorio Gassman (Prometeo), Giorgio Piazza (Cratos), Anna Proclemer (Io), Mario Scaccia (Ermes), Filippo Scelzo (Oceano)                                                                     |
| 1954 | Antigone             | Sofocle    | Eugenio Della Valle                       | Guido Salvini                        | Fiorenzo Carpi                 | Mario Chiari                         | Mario Chiari                     | Mary Obolensky                      | Lilla Brignone (Antigone), Carlo D'Angelo (guardia), Annibale Ninchi (Tiresia), Salvo Randone (Creonte), Giovanna Scotto (Euridice), Elena Zareschi (Ismene)                                                         |
| 1956 | Elettra              | Sofocle    | Leone Traverso                            | Giulio Pacuvio                       | Mario Labroca                  | Franco Laurenti                      | Franco Laurenti                  | Aurel M. Milloss                    | Edda Albertini (Crisotemi), Mario Ambrosino (Pilade), Sergio Fantoni (Oreste), Annibale Ninchi (aio), Diana Torrieri (Elettra), Gianni Santuccio (Egisto), Lina Volonghi (Clitemnestra)                              |
| 1956 | Ippolito             | Euripide   | Leone Traverso                            | Orazio Costa                         | Angelo Musco                   | Valeria Costa                        | Valeria Costa                    | Aurel M. Milloss                    | Giovanna Galletti (Artemide), Massimo Girotti (Ippolito), Gianni Santuccio (Teseo), Giovanna Scotto (nutrice), Edda Valente (Afrodite), Elena Zareschi (Fedra)                                                       |
| 1958 | Edipo re             | Sofocle    | Ettore Romagnoli                          | Guido Salvini                        | Fiorenzo Carpi                 | Concetto Santuccio e Carmelo Minniti | Isa Spinelli                     | R. Sofia Moretti                    | Carlo D'Angelo (Creonte), Franco Graziosi (nunzio), Alberto Lupo (corifeo), Annibale Ninchi (Tiresia), Andreina Pagnani (Giocasta), Salvo Randone (Edipo), Vittorio Sanipoli (nunzio), Enzo Tarascio (sacerdote)     |
| 1958 | Medea                | Euripide   | Ettore Romagnoli                          | Virginio Puecher                     | Angelo Musco                   | Concetto Santuccio e Carmelo Minniti | Ezio Frigerio                    | Marise Flach                        | Lilla Brignone (Medea), Tino Carraro (Giasone), Carlo D'Angelo (Creonte), Franco Graziosi (messo), Anna Miserocchi (nutrice), Enzo Tarascio (Egeo)                                                                   |
| 1960 | Agamennone           | Eschilo    | Pier Paolo Pasolini                       | Vittorio Gassman e Luciano Lucignani | Angelo Musco                   | Theo Otto                            | Theo Otto                        | Mathilda Beauvoir                   | Andrea Bosic (Egisto), Valentina Fortunato (Cassandra), Vittorio Gassman (Agamennone), Olga Villi (Clitemnestra) |
| 1960 | Le Coefore           | Eschilo    | Pier Paolo Pasolini                       | Vittorio Gassman e Luciano Lucignani | Angelo Musco                   | Theo Otto                            | Theo Otto                        | Mathilda Beauvoir                   | Andrea Bosic (Egisto), Valentina Fortunato (Elettra), Vittorio Gassman (Oreste), Arnaldo Ninchi (Pilade), Olga Villi (Clitemnestra)                                                                                  |
| 1960 | Le Eumenidi          | Eschilo    | Pier Paolo Pasolini                       | Vittorio Gassman e Luciano Lucignani | Angelo Musco                   | Theo Otto                            | Theo Otto                        | Mathilda Beauvoir                   | Valentina Fortunato (Atena), Vittorio Gassman (Oreste), Edda Valente (Pizia), Olga Villi (Clitemnestra) |
| 1962 | Ecuba                | Euripide   | Salvatore Quasimodo                       | Giuseppe Di Martino                  | Bruno Nicolai                  | Piero Zuffi                          | Piero Zuffi                      | Jaques Lecoq                        | Edmonda Aldini (Polissena), Andrea Bosic (Agamennone), Carlo D'Angelo (Polimestore), Mario Erpichini (Ulisse), Renzo Ricci (Taltibio), Edda Valente (ancella), Elena Zareschi (Ecuba)                                |
| 1962 | Ione                 | Euripide   | Quintino Cataudella                       | Sandro Bolchi                        | Gino Marinuzzi jr              | Piero Zuffi                          | Piero Zuffi                      | Jaques Lecoq                        | Edmonda Aldini (Atena), Andrea Bosic (Ermete), Anna Miserocchi (Creusa), Arnaldo Ninchi (servo), Carlo Ninchi (vecchio), Corrado Pani (Ione), Edda Valente (Pizia)                                                   |
| 1964 | Eracle               | Euripide   | Salvatore Quasimodo                       | Giuseppe Di Martino                  | Bruno Nicolai                  | Mischa Scandella                     | Mischa Scandella                 | Jaques Lecoq                        | Carlo D'Angelo (messaggero), Sergio Fantoni (Eracle), Arnoldo Foà (Lico), Valentina Fortunato (Megara), Massimo Foschi (Teseo), Vittorio Sanipoli (Anfitrione), Edda Valente (Lissa)                                 |
| 1964 | Andromaca            | Euripide   | Raffaele Cantarella                       | Mario Ferrero                        | Angelo Musco                   | Mischa Scandella                     | Mischa Scandella                 | Jaques Lecoq                        | Arnoldo Foà (Menelao), Ivo Garrani (Peleo), Anna Miserocchi (Andromaca), Ilaria Occhini (Ermione), Edda Valenti (nutrice)                                                                                            |
| 1966 | I sette a Tebe       | Eschilo    | Carlo Diano                               | Giuseppe Di Martino                  | Bruno Nicolai                  | Lucio Lucentini                      | Maurizio Monteverde              | Marise Flach                        | Lucia Catullo (Antigone), Sergio Fantoni (Eteocle), Raoul Grassilli (araldo) |
| 1966 | Antigone             | Sofocle    | Eugenio Della Valle                       | Mario Ferrero                        | Bruno Nicolai                  | Lucio Lucentini                      | Maurizio Monteverde              | Marise Flach                        | Edmonda Aldini (Antigone), Annibale Ninchi (Tiresia), Arnaldo Ninchi (Emone), Giuliana Lojodice (Ismene), Aroldo Tieri (Creonte)                                                                                     |
| 1968 | Elettra              | Euripide   | Carlo Diano                               | Davide Montemurri                    | Roman Vlad                     | Emanuele Luzzati                     | Maurizio Monteverde              | Marise Flach                        | Ugo Cardea (Castore), Mario Feliciani (vecchio), Valentina Fortunato (Elettra), Arnaldo Ninchi (Oreste), Mario Valgoi (contadino), Elena Zareschi (Clitemnestra)                                                     |
| 1968 | Le fenicie           | Euripide   | Enzio Cetrangolo                          | Franco Enriquez                      | Mikīs Theodōrakīs              | Emanuele Luzzati                     | Emanuele Luzzati                 | Marise Flach                        | Tino Carraro (Edipo), Fosco Giachetti (Tiresia), Adriana Innocenti (Giocasta), Roldano Lupi (Creonte), Valeria Moriconi (Antigone), Arnaldo Ninchi (Eteocle)                                                         |
| 1970 | Elettra              | Sofocle    | Eugenio Della Valle                       | Franco Enriquez                      | Franco Enriquez                | Emanuele Luzzati                     | Emanuele Luzzati                 | Angelo Corti                        | Tino Carraro (aio), Carla Gravina (Elettra), Adriana Innocenti (Clitemnestra), Osvaldo Ruggieri (Oreste) |
| 1970 | Ippolito             | Euripide   | Carlo Diano                               | Franco Enriquez                      | Giancarlo Chiaramello          | Emanuele Luzzati                     | Emanuele Luzzati                 | Marise Flach                        | Nando Gazzolo (Teseo), Adriana Innocenti (nutrice), Lia Tanzi (Afrodite), Olga Villi (Fedra) |
| 1972 | Medea                | Euripide   | Carlo Diano                               | Franco Enriquez                      | Giancarlo Chiaramello          | Emanuele Luzzati                     | Emanuele Luzzati e Santuzza Calì | Marise Flach                        | Andrea Bosic (Egeo), Gianni Cavina (Creonte), Pina Cei (nutrice), Orso Maria Guerrini (Giasone), Glauco Mauri (messaggero), Valeria Moriconi (Medea)                                                                 |
| 1972 | Edipo re             | Sofocle    | Salvatore Quasimodo                       | Alessandro Fersen                    | Roberto Mann                   | Emanuele Luzzati                     | Emanuele Luzzati e Santuzza Calì |                                     | Glauco Mauri (Edipo), Valeria Moriconi (Giocasta), Carlo Reali (corifeo), Mariano Rigillo (messaggero), Gianni Santuccio (Tiresia), Lino Troisi (Creonte)                                                            |
| 1974 | Ifigenia in Aulide   | Euripide   | Eugenio Della Valle                       | Orazio Costa Giovangigli             | Gino Stefani                   | Tullio Costa                         | Tullio Costa                     | Angelo Corti                        | Roberto Bruni (vecchio), Gabriella Giacobbe (Clitemnestra), Renzo Giovampietro (Agamennone), Gianni Musy (Menelao), Ilaria Occhini (Ifigenia), Enrico Papa (nunzio), Osvaldo Ruggieri (Achille)                      |
| 1974 | Le troiane           | Euripide   | Edoardo Sanguineti                        | Giuseppe Di Martino                  | Bruno Nicolai                  | Tullio Costa                         | Tullio Costa                     | Angelo Corti                        | Mara Berni (Elena), Giulio Bosetti (Menelao), Lucia Catullo (Cassandra), Piero Di Iorio (Poseidone), Rita Di Lernia (Atena), Anna Miserocchi (Ecuba), Franca Nuti (Andromaca), Claudio Volonté (Taltibio)            |
| 1976 | Edipo a Colono       | Sofocle    | Marcello Gigante                          | Aldo Trionfo                         | Eliodoro Sollima               | Giorgio Panni                        | Santuzza Calì                    | Angelo Corti                        | Francesca Benedetti (Antigone), Glauco Mauri (Edipo), Roberto Sturno (messaggero) |
| 1976 | Le rane              | Aristofane | Benedetto Marzullo                        | Roberto Guicciardini                 | Benedetto Ghiglia              | Giorgio Panni                        | Santuzza Calì                    | Angelo Corti                        | Tino Buazzelli (Dioniso), Mico Cundari (Eaco), Ezio Marano (Santia) |
| 1978 | Le Coefore           | Eschilo    | Edoardo Sanguineti                        | Giuseppe Di Martino                  | Bruno Nicolai                  | Lorenzo Ghiglia                      | Lorenzo Ghiglia                  | Angelo Corti                        | Andrea Bosic (Egisto), Piera Degli Esposti (Elettra), Vincenzo Ferro (servo), Gabriella Giacobbe (Clitemnestra), Pino Micol (Oreste)                                                                                 |
| 1978 | Elena                | Euripide   | Carlo Diano                               | Roberto Guicciardini                 | Benedetto Ghiglia              | Lorenzo Ghiglia                      | Lorenzo Ghiglia                  | Claudia Lawrence                    | Lydia Alfonsi (Elena), Andrea Bosic (Teucro), Gianni Santuccio (Menelao) |
| 1980 | Le Trachinie         | Sofocle    | Umberto Albini e Vico Faggi               | Giancarlo Cobelli                    | Salvatore Sciarrino            | Paolo Tommasi                        | Paolo Tommasi                    | Pieluigi Pagano Merlini             | Alvise Battain (messaggero), Massimo Belli (Illo), Nino Castelnuovo (Lica), Pina Cei (nutrice), Valeria Moriconi (Deianira), Tino Schirinzi (Eracle)                                                                 |
| 1980 | Le Baccanti          | Euripide   | Vincenzo Di Benedetto e Agostino Lombardo | Giancarlo Sbragia                    | Guido Turchi                   | Vittorio Rossi                       | Vittorio Rossi                   | Angelo Corti                        | Andrea Bosic (Cadmo), Luigi Diberti (Penteo), Anna Maria Guarnieri (Agave), Sebastiano Lo Monaco (soldato), Michele Placido (Dioniso), Edoardo Siravo (bovaro)                                                       |
| 1982 | Le supplici          | Eschilo    | Giuseppe Di Martino e Scevola Mariotti    | Otomar Krejča                        | Jan Klusàk                     | Walter Pace                          | Jan Skalicky                     | Claudia Lawrance                    | Massimo De Francovich (Pelasgo), Arnoldo Foà (Danao), Edoardo Siravo (araldo) |
| 1982 | Ifigenia fra i Tauri | Euripide   | Vincenzo Consolo e Dario Del Corno        | Lamberto Puggelli                    | Fiorenzo Carpi e Bruno Nicolai | Walter Pace                          | Luisa Spinatelli                 | Marise Flach                        | Andrea Bosic (Toante), Umberto Ceriani (Pilade), Massimo Foschi (Oreste), Anna Maria Guarnieri (Ifigenia) |
| 1984 | Filottete            | Sofocle    | Mariole Boggio e Agostino Masaracchia     | Walter Pagliaro                      | Arturo Annecchino              | Paolo Tommasi                        | Alberto Verso                    | Claudia Lawrance                    | Giulio Brogi (Filottete), Piero Di Iorio (Ulisse), Giuseppe Pambieri (Neottolemo), Edoardo Siravo (mercante) |
| 1984 | Oreste               | Euripide   | INDA (Giusto Monaco)                      | Luigi Squarzina                      | Gianandrea Gazzola             | Paolo Tommasi                        | Paolo Tommasi                    | Leda Lojodice                       | Benedetta Buccellato (Elettra), Franco Branciaroli (Oreste), Cesare Gelli (Menelao), Luigi Mezzanotte (Pilade), Anna Teresa Rossini (Elena)                                                                          |
| 1986 | Le madri             | Euripide   | INDA (Giusto Monaco)                      | Giancarlo Sbragia                    | Marcello Panni                 | Vittorio Rossi                       | Vittorio Rossi                   | Raffaella Mattioli                  | Umberto Ceriani (messaggero), Luigi Diberti (Teseo), Ivo Garrani (Adrasto), Adolfo Geri (Ifi), Milla Sannoner (Atena), Elena Zareschi (Etra)                                                                         |
| 1986 | Antigone             | Sofocle    | INDA (Guido Paduano)                      | Walter Pagliaro                      | Arturo Annecchino              | Vittorio Rossi                       | Alberto Verso                    | Caterina Mattea                     | Warner Bentivegna (Tiresia), Giorgio Bonino (Emone), Turi Ferro (Creonte), Sergio Graziani (messaggero), Margaret Mazzantini (Antigone), Tino Schirinzi (guardia), Bianca Toccafondi (Euridice)                      |
| 1988 | Aiace                | Sofocle    | INDA (Gregorio Serrao)                    | Antonio Calenda                      | Germano Mazzocchetti           | Nicola Robertelli                    | Ambra Danon                      |                                     | Mauro Avogadro (Ulisse), Luigi Diberti (Teucro), Micaela Esdra (Tecmessa), Stefano Madia (messaggero), Luigi Pistilli (Agamennone), Massimo Popolizio (Aiace), Anna Teresa Rossini (Atena), Edoardo Siravo (Menalao) |
| 1988 | Le nuvole            | Aristofane | INDA (Enzo Degani)                        | Giancarlo Sammartano                 | Stefano Marcucci               | Enzo Patti                           | Zaira De Vincentiis              | Lucia Latour                        | Luca Biagini (corifeo), Paolo Bonacelli (Strepsiade), Giustino Durano (discorso migliore), Sergio Graziani (Socrate), Sebastiano Lo Monaco (Sparagnippide), Claudio Trionfi (discepolo)                              |
| 1990 | I Persiani           | Eschilo    | INDA (Giusto Monaco)                      | Mario Martone                        | Franco Battiato e Giusto Po    | Mario Martone                        | Zaira De Vincentiis              |                                     | Piero Di Iorio (Dario), Remo Girone (messaggero), Antonio Neiwiller (secondo corifeo), Andrea Renzi (Serse), Toni Servillo (primo corifeo)                                                                           |
| 1990 | Elettra              | Sofocle    | INDA (Bruno Gentili)                      | Guido De Monticelli                  | Mario Borciani                 | Paola Bregni                         | Zaira De Vincentiis              | Paola Maffioletti                   | Mario Cei (Oreste), Micaela Esdra (Elettra), Paola Mannoni (Clitemnestra), Mascia Musy (Crisotemi), Gianrico Tedeschi (precettore)                                                                                   |
| 1992 | Edipo re             | Sofocle    | INDA (Giusto Monaco)                      | Giancarlo Sepe                       | Stefano Marcucci               | Uberto Bertacca                      | Uberto Bertacca                  |                                     | Pino Patti (servo), Anna Proclemer (Giocasta), Mariano Rigillo (Creonte), Giancarlo Sbragia (Edipo) |
| 1992 | Alcesti              | Euripide   | INDA (Antonio Garza)                      | Sandro Sequi                         | Girolamo Arrigo                | Giuseppe Crisolini Malatesta         | Giuseppe Crisolini Malatesta     | Donatella Capraio e Marcello Parisi | Gianni Agus (Feréte), Piera Degli Esposti (Alcesti), Bruno Torrisi (Tánato) |
| 1994 | Agamennone           | Eschilo    | INDA (Umberto Albini)                     | Roberto De Simone                    | Roberto De Simone              | Nicola Rubertelli                    | Odette Nicoletti                 | Gabriella Stazio                    | Ida Di Benedetto (Clitemnestra), Franco Di Francescantonio (sentinella), Sebastiano Lo Monaco (araldo), Alvia Reale (Cassandra), Mariano Rigillo (Agamennone)                                                        |
| 1994 | Prometeo             | Eschilo    | Benedetto Marzullo                        | Antonio Calenda                      | Germano Mazzocchetti           | Bruno Buonincontri                   | Guido Schlinkert                 | Aurelio Gatti                       | Benedetta Buccellato (corifea), Piera Degli Esposti (Io), Piero Di Iorio (Schutz), Gabriele Ferzetti (Oceano), Roberto Herlitzka (Prometeo), Nello Mascia (Ermes), Antonio Zanoletti (Efesto)                        |
| 1994 | Acarnesi             | Aristofane | INDA (Giusto Monaco)                      | Egisto Marcucci                      | Franco Piersanti               | Graziano Gregari                     | Graziano Gregari                 |                                     | Paolo Falace (Teóro), Ulderico Pesce (Alfíteo) |
| 1996 | Le Coefore           | Eschilo    | Umberto Albini                            | Giorgio Pressburger                  | Dimitri Nicolau                | Enrico Job                           | Enrico Job                       | Gloria Catizone                     | Ennio Fantastichini, Anna Bonaiuto, Ivana Monti, Franco Interlenghi (Egisto) |
| 1996 | Medea                | Euripide   | Maria Grazia Ciani                        | Mario Missiroli                      | Benedetto Ghiglia              | Enrico Job                           | Enrico Job                       |                                     | Anita Bartolucci, Valeria Moriconi (Medea), Gabriele Ferzetti (Creonte), Paolo Graziosi |
| 1998 | Le Baccanti          | Euripide   | INDA (Guido Reverdito)                    | Walter Pagliaro                      | Arturo Annecchino              | Luciano Damiani                      | Alberto Verso                    | Gheorghe Iancu                      | Paolo Graziosi (Dioniso), Piero Di Iorio (Penteo), Micaela Esdra |
| 1998 | Ecuba                | Euripide   | Salvatore Nicosia                         | Lorenzo Salveti                      | Paolo Terni                    | Luciano Damiani                      | Sybilla Ulsamer                  | Gloria Catizone                     | Vincenzo Bocciarelli, Valeria Moriconi (Ecuba), Selvaggia Quattrini |
| 2000 | Edipo re             | Sofocle    | Salvatore Quasimodo                       | Gabriele Lavia                       | Manuel Sassarego               | Carmelo Giammello                    | Andrea Viotti                    | Pier Paolo Koss                     | Gabriele Lavia (Edipo), Andrea Jonasson, Lorenzo Lavia |
| 2000 | Antigone             | Sofocle    | Giovanni Raboni                           | Patrice Kerbrat                      | Giovanna Marini                | Guido Fiorato                        | Guido Fiorato                    |                                     | Giulio Bosetti, (Creonte), Elena Ghiaurov, Sandra Franzo, Luciano Roman, Marina Bonfigli |
| 2000 | Elettra              | Euripide   | Umberto Albini, Vico Faggi                | Piero Maccarinelli                   | Marco Betta                    | Bruno Buonincontri                   | Santuzza Calì                    | Giuditta Cambieri                   | Elisabetta Pozzi, Manuela Mandracchia, Vittorio Franceschi, Ruggero Cara, Anita Bartolucci |
| 2000 | Oreste               | Euripide   | Dario Del Corno                           | Piero Maccarinelli                   | Marco Betta                    | Bruno Buonincontri                   | Santuzza Calì                    | Giuditta Cambieri                   | Gigi Angelillo, Anita Bartolucci, Manuela Mandracchia, Elisabetta Pozzi |
| Anno | Titolo               | Autore     | Traduzione                                | Regia                                | Musiche                        | Scenografia                          | Costumi                          | Coreografia                         | Attori principali |

## Dal 2001 al 2019
| Anno | Titolo                    | Autore     | Traduzione                  | Regia                | Musiche                                  | Scenografia                   | Costumi                   | Coreografia                 | Attori principali |
| ---- | ------------------------- | ---------- | --------------------------- | -------------------- | ---------------------------------------- | ----------------------------- | ------------------------- | --------------------------- | --- |
| 2001 | Agamennone                | Eschilo    | Manara Valgimigli           | Antonio Calenda      | Germano Mazzocchetti                     | Bruno Buonincontri            | Elena Mannini             | Micha Van Hoecke            | Piera Degli Esposti (Clitemnestra), Roberto Herlitzka (scolta), Alessandro Preziosi (araldo), Mariano Rigillo (Agamennone)                                                                                        |
| 2001 | Le Coefore                | Eschilo    | Manara Valgimigli           | Antonio Calenda      | Germano Mazzocchetti                     | Bruno Buonincontri            | Elena Mannini             | Micha Van Hoecke            | Adriano Braidotti (Pilade), Piera degli Esposti (Clitemnestra), Alessandro Preziosi (Oreste) |
| 2001 | Festa delle donne         | Aristofane | Edoardo Sanguineti          | Tonino Conte         | Andrea Ceccon                            | Emanuele Luzzati              | Emanuele Luzzati          | Stefania Scarinzi           | Massimo Venturiello (Mnesiloco) |
| 2001 | Anfitrione                | Plauto     | Renato Oniga                | Michele Mirabella    | Matteo D'Amico                           | Alessandro Chiti              | Isabella Montani          |                             | Brigitta Boccoli (Alcmena), Maurizio Micheli (Sosia) |
| 2002 | Prometeo incatenato       | Eschilo    | Dario Del Corno             | Luca Ronconi         | Paolo Terni                              | Margherita Palli              | Gianluca Sbicca           | Marise Flach                | Franco Branciaroli (Prometeo), Laura Marinoni (Io), Galatea Ranzi (corifea), Stefano Santospago (Ermes), Emanuele Vezzoli (Kratos)                                                                                |
| 2002 | Le Baccanti               | Euripide   | Maria Grazia Ciani          | Luca Ronconi         | Paolo Terni                              | Margherita Palli              | Gianluca Sbicca           | Marise Flach                | Massimo Popolizio (Dioniso), Galatea Ranzi (Agave) |
| 2002 | Le rane                   | Aristofane | Raffaele Cantarella         | Luca Ronconi         | Paolo Terni                              | Margherita Palli              | Gianluca Sbicca           | Marise Flach                | Antonello Fassari (Xantia), Anna Maria Guarnieri (corifea), Massimo Popolizio (Dioniso), Stefano Santospago (Eracle)                                                                                              |
| 2003 | I Persiani                | Eschilo    | Giusto Monaco               | Antonio Calenda      | Germano Mazzocchetti                     | Bruno Buonincontri            | Elena Mannini             | Chaterine Pantigny          | Piera Degli Esposti (Atossa), Roberto Herlitzka (messaggero), Osvaldo Ruggieri (Dario) |
| 2003 | Le Eumenidi               | Eschilo    | Manara Valgimigli           | Antonio Calenda      | Germano Mazzocchetti                     | Bruno Buonincontri            | Elena Mannini             | Chaterine Pantigny          | Anita Bartolucci (Atena), Piera Degli Esposti (Clitemnestra), Osvaldo Ruggieri (Apollo) |
| 2003 | Le vespe                  | Aristofane | Raffaele Cantarella         | Renato Giordano      | Stefano Saletti e Renato Giordano        | Alessandro Chiti              | Marina Luxardo            | Guido Solveri               | Fabio Bussotti (sosia), Pino Caruso (Filocleone), Nello Mascia (Santia) |
| 2004 | Edipo re                  | Sofocle    | Salvatore Quasimodo         | Roberto Guicciardini | Dario Arcidiacono                        | Piero Guicciardini            | Lorenzo Ghiglia           | Michele Abbondanza          | Francesca Benedetti (Giocasta), Ettore Conti (pastore), Giacinto Ferro (pastore), Sebastiano Lo Monaco (Edipo), Mario Scaccia (Tiresia)                                                                           |
| 2004 | Medea                     | Euripide   | Dario Del Corno             | Peter Stein          | Giovanni Sollima                         | Ferdinand Wogerbauer          | Moidele Nickel            |                             | Maddalena Crippa (Medea), Paolo Graziosi (Creonte), Fabio Sartor (Egeo), Vittorio Viviani (pedagogo) |
| 2005 | I sette contro Tebe       | Eschilo    | Monica Centanni             | Jean-Pierre Vincent  | Marco Podda                              | Jean Paul Chambas             | Patrice Cauchetier        |                             | Annalisa Insardà (corifea), Massimo Popolizio (Eteocle), Carlo Valli (messaggero) |
| 2005 | Antigone                  | Sofocle    | Maria Grazia Ciani          | Irene Papas          | Vangelis                                 |                               | Sophia Kokosalaki         | Aurelio Gatti               | Maurizio Donadoni (Tiresia), Alessandro Haber (Creonte), Galatea Ranzi (Antigone), Roberto Salemi (Emone) |
| 2006 | Le troiane                | Euripide   | Laura Pepe                  | Mario Gas            | Orestes Gas                              | Antonio Belart                | Antonio Belart            |                             | Giovanna Di Rauso (Elena), Lucilla Morlacchi (Ecuba) |
| 2006 | Ecuba                     | Euripide   | Umberto Albini e Vico Faggi | Massimo Castri       | Arturo Annecchino                        | Maurizio Balò                 | Maurizio Balò             | Daniela Schiamone           | Paolo Calabresi (Agamennone), Elisabetta Pozzi (Ecuba) |
| 2007 | Eracle                    | Euripide   | Giulio Guidorizzi           | Luca De Fusco        | Antonio Di Pofi                          | Antonio Fiorentino            | Maurizio Millenotti       | Alessandra Panzavolta       | Giovanna Di Rauso (Megara), Sebastiano Lo Monaco (Eracle), Ugo Pagliai (Anfitrione), Massimo Reale (Lico) |
| 2007 | Le Trachinie              | Sofocle    | Salvatore Nicosia           | Walter Pagliaro      | Arturo Annecchino                        | Giovanni Carluccio            | Giovanni Carluccio        | Silvana Lo Giudice          | Micaela Esdra (Deianira), Massimo Reale (messaggero) |
| 2008 | Agamennone                | Eschilo    | Pier Paolo Pasolini         | Pietro Carriglio     | Matteo D'Amico                           | Pietro Carriglio              | Pietro Carriglio          | Leda Lojodice               | Giulio Brogi (Agamennone), Maurizio Donadoni (messaggero), Galatea Ranzi (Clitemnestra), Luciano Roman (guardiano), Stefano Santospago (capocoro)                                                                 |
| 2008 | Le Coefore                | Eschilo    | Pier Paolo Pasolini         | Pietro Carriglio     | Matteo D'Amico                           | Pietro Carriglio              | Pietro Carriglio          | Leda Lojodice               | Galatea Ranzi (Elettra), Luciano Roman (Egisto) |
| 2008 | Le Eumenidi               | Eschilo    | Pier Paolo Pasolini         | Pietro Carriglio     | Matteo D'Amico                           | Pietro Carriglio              | Pietro Carriglio          | Leda Lojodice               | Maurizio Donadoni (Apollo), Elisabetta Pozzi (Atena), Galatea Ranzi (Clitemnestra) |
| 2009 | Medea                     | Euripide   | Maria Grazia Ciani          | Krzysztof Zanussi    | Daniele D'Angelo                         | Massimiliano e Doriana Fuksas | Beatrice Bordone          | Vasily Lukianenko           | Maurizio Donadoni (Giasone), Giacinto Palmarini (messaggero), Elisabetta Pozzi (Medea) |
| 2009 | Edipo a Colono            | Sofocle    | Giovanni Cerri              | Daniele Salvo        | Marco Podda                              | Massimiliano e Doriana Fuksas | Nicola Luccarini          | Dario La Ferla              | Giorgio Albertazzi (Edipo), Michele De Marchi (corinzio), Maurizio Donadoni (Creonte), Carmelinda Gentile (Ismene), Massimo Nicolini (Teseo), Giacinto Palmarini (Polinice)                                       |
| 2009 | Le supplici               | Eschilo    | Louis Godart                | Tatiana Alescio      | Joe Schittino                            | Toni Fanciullo                | Marcella Salvo            | Aurelio Gatti               | Giacinto Palmarini (Pelasgo) |
| 2010 | Aiace                     | Sofocle    | Guido Paduano               | Daniele Salvo        | Marco Podda                              | Jordi Garcés                  | Silvia Aymonino           | Vasily Lukianenko           | Mauro Avogadro (Menelao), Maurizio Donadoni (Aiace), Massimo Nicolini (messaggero), Giacinto Palmarini (Teucro), Elisabetta Pozzi (Tecmessa), Antonio Zanoletti (Ulisse)                                          |
| 2010 | Fedra (Ippolito coronato) | Euripide   | Edoardo Sanguineti          | Carmelo Rifici       | Daniele D'Angelo                         | Jordi Garcés                  | Margherita Baldoni        | Alessio Maria Romano        | Maurizio Donadoni (Teseo), Guia Jelo (nutrice), Massimo Nicolini (Ippolito), Elisabetta Pozzi (Fedra) |
| 2010 | Lisistrata                | Aristofane | Ettore Romagnoli            | Emiliano Bronzino    | Daniele D'Angelo e Francesco Branciamore | Jordi Garcés                  | Mariella Gennarino        | Dario La Ferla              | Mauro Avogadro (Strimodoro), Carmelinda Gentile (Mirrina), Sergio Mancinelli (Fottino) |
| 2011 | Filottete                 | Sofocle    | Giovanni Cerri              | Gianpiero Borgia     | Papacecco e Francesco Santalucia         | Maurizio Balò                 | Maurizio Balò             | Vasiliy Lukianenko          | Sebastiano Lo Monaco (Filottete), Massimo Nicolini (Neottolemo), Daniele Nuccetelli (mercante), Giacinto Palmarini (Eracle), Antonio Zanoletti (Odisseo)                                                          |
| 2011 | Andromaca                 | Euripide   | Davide Susanetti            | Luca De Fusco        | Antonio Di Pofi                          | Maurizio Balò                 | Maurizio Balò             | Alessandra Panzavolta       | Laura Marinoni (Andromaca), Massimo Nicolini (messaggero), Giacinto Palmarini (Oreste), Mariano Rigillo (Peleo), Anna Teresa Rossini (serva), Paolo Serra (Menelao)                                               |
| 2011 | Le nuvole                 | Aristofane | Alessandro Grilli           | Alessandro Maggi     | Antonio Di Pofi                          | Maurizio Balò                 | Marta Crisolini Malatesta | Dario La Ferla              | Mauro Avogadro (discorso migliore), Sergio Mancinelli (discepolo), Giacinto Palmarini (Fidippide), Mariano Rigillo (Strepsiade), Anna Teresa Rossini (discorso peggiore), Antonio Zanoletti (Socrate)             |
| 2012 | Prometeo                  | Eschilo    | Guido Paduano               | Claudio Longhi       | Andrea Piermartire                       | Oma*Amo/Rem Koolhaas          | Gianluca Sbicca           | Martha Graham Dance Company | Mauro Avogadro (Oceano), Gaetano Bruno (Efesto), Massimo Nicolini (Potere), Massimo Popolizio (Prometeo) |
| 2012 | Le Baccanti               | Euripide   | Giorgio Ieranò              | Antonio Calenda      | Germano Mazzocchetti                     | Oma*Amo/Rem Koolhaas          | Pierpaolo Bisleri         | Martha Graham Dance Company | Maurizio Donadoni (Dioniso), Massimo Nicolini (Penteo), Giacinto Palmarini (messaggero) |
| 2012 | Gli uccelli               | Aristofane | Alessandro Grilli           | Roberta Torre        | Enrico Melozzi                           | Oma*Amo/Rem Koolhaas          | Roberto Crea              | Dario La Ferla              | Mauro Avogadro (Pisetero), Sergio Mancinelli (Evelpide), Giacinto Palmarini (poeta) |
| 2013 | Edipo re                  | Sofocle    | Guido Paduano               | Daniele Salvo        | Marco Podda                              | Maurizio Balò                 | Maurizio Balò             | Antonio Bertusi             | Mauro Avogadro (servo), Maurizio Donadoni (Creonte), Laura Marinoni (Giocasta), Ugo Pagliai (Tiresia) |
| 2013 | Antigone                  | Sofocle    | Anna Beltrametti            | Cristina Pezzoli     | Stefano Bollani                          | Maurizio Balò                 | Nanà Cecchi               | Walter Leonardi             | Isa Danieli (Tiresia), Maurizio Donadoni (Creonte) |
| 2013 | Le donne al parlamento    | Aristofane | Andrea Capra                | Vincenzo Pirrotta    | Luca Mauceri                             | Maurizio Balò                 | Giuseppina Maurizi        | Alessandra Fazzino          | Antonio Alveario (disonesto), Anna Bonaiuto (Prassagora), Carmelinda Gentile (donna) |
| 2014 | Agamennone                | Eschilo    | Monica Centanni             | Luca De Fusco        | Antonio Di Pofi                          | Arnaldo Pomodoro              | Arnaldo Pomodoro          | Alessandra Panzavolta       | Mauro Avogadro (sentinella), Giovanna Di Rausa (Cassandra), Elisabetta Pozzi (Clitemnestra), Andrea Renzi (Egisto), Mariano Rigillo (araldo), Massimo Venturiello (Agamennone)                                    |
| 2014 | Coefore/Eumenidi          | Eschilo    | Monica Centanni             | Daniele Salvo        | Marco Podda                              | Arnaldo Pomodoro              | Arnaldo Pomodoro          | Alessio Maria Romano        | Elisabetta Pozzi (Clitemnestra), Francesco Scianna (Oreste) |
| 2014 | Le vespe                  | Aristofane | Alessandro Grilli           | Mauro Avogadro       | Banda Osiris                             | Arnaldo Pomodoro              | Arnaldo Pomodoro          | Ivan Bicego Varengo         | Antonello Fassari (Vivacleone) |
| 2015 | Le supplici               | Eschilo    | Guido Paduano               | Moni Ovadia          | Mario Incudine                           | Gianni Carluccio              | Elisa Savi                | Dario La Ferla              | Donatella Finocchiaro (corifea), Marco Guerzoni (araldo), Mario Incudine (cantastorie), Moni Ovadia (Pelasgo) |
| 2015 | Ifigenia in Aulide        | Euripide   | Giulio Guidorizzi           | Federico Tiezzi      | Francesca Della Monica e Ernani Maletta  | Pier Paolo Bisleri            | Giovanna Buzzi            |                             | Francesco Colella (Menelao), Raffaele Esposito (Achille), Elena Ghiaurov (Clitemenstra), Sebastiano Lo Monaco (Agamennone)                                                                                        |
| 2015 | Medea                     | Seneca     | Giusto Picone               | Paolo Magelli        | Arturo Annecchino                        | Ezio Toffolutti               | Ezio Toffolutti           |                             | Francesca Benedetti (nutrice), Filippo Dini (Giasone), Carmelinda Gentile (corifea), Viola Graziosi (corifea) |
| 2016 | Elettra                   | Sofocle    | Nicola Crocetti             | Gabriele Lavia       | Giordano Corapi                          | Alessandro Camera             | Andrea Viotti             |                             | Maddalena Crippa (Clitemnestra), Maurizio Donadoni (Egisto), Massimo Venturiello (pedagogo) |
| 2016 | Alcesti                   | Euripide   | Maria Pia Pattoni           | Cesare Lievi         | Marcello Panni                           | Luigi Perego                  | Luigi Perego              |                             | Paolo Graziosi (Feréte), Sergio Mancinelli (servo), Mauro Marino (corifeo), Ludovica Modugno (ancella), Massimo Nicolini (Apollo), Danilo Nigrelli (Admeto), Galatea Ranzi (Alcesti), Stefano Santospago (Eracle) |
| 2016 | Fedra                     | Seneca     | Maurizio Bettini            | Carlo Cerciello      | Paolo Coletta                            | Roberto Crea                  | Alessandro Ciammarughi    | Dario La Ferla              | Sergio Mancinelli (messaggero), Imma Villa (Fedra) |
| 2017 | I sette contro Tebe       | Eschilo    | Giorgio Ieranò              | Marco Baliani        | Mirto Baliani                            | Carlo Sala                    | Carlo Sala                | Alessandra Fazzino          | Marco Foschi (Eteocle) |
| 2017 | Le fenicie                | Euripide   | Enrico Medda                | Valerio Binasco      | Arturo Annecchino                        | Carlo Sala                    | Carlo Sala                |                             | Massimo Cagnina (araldo), Guido Caprino (Eteocle), Isa Danieli (Giocasta), Hal Yamanouchi (Edipo) |
| 2017 | Le rane                   | Aristofane | Olimpia Imperio             | Barberio Corsetti    | Seiottavi                                | Massimo Troncanetti           | Francesco Esposito        |                             | Salvatore Ficarra (Dioniso), Valentino Picone (Xantia), Roberto Salemi (Eracle) |
| 2018 | Edipo a Colono            | Sofocle    | Federico Condello           | Yannis Kokkos        | Alexandros Markeas                       | Yannis Kokkos                 | Paola Mariani             |                             | Massimo De Francovich (Edipo), Sebastiano Lo Monaco (Teseo), Sergio Mancinelli (straniero), Danilo Nigrelli (messaggero), Stefano Santospago (Creonte)                                                            |
| 2018 | Eracle                    | Euripide   | Giorgio Ieranò              | Emma Dante           | Serena Ganci                             | Mattia Fontana                | Vanessa Sannino           | Manuela Lo Sicco            | |
| 2018 | I cavalieri               | Aristofane | Olimpia Imperio             | Giampiero Solari     | Roy Paci                                 | Angelo Linzalata              | Daniela Cernigliaro       | Lara Guidetti               | Gigio Alberti (Paflagone), Antonio Catania (Demos), Giovanni Esposito (Demostene), Sergio Mancinelli (Nicia), Roy Paci (Corifeo), Francesco Pannofino (salsicciaio)                                               |
| 2019 | Le troiane                | Euripide   | Alessandro Grilli           | Muriel Mayette-Holtz | Cyril Giroux                             | Stefano Boeri                 | Marcella Salvo            |                             | Elena Arvigo (Andromaca), Maddalena Crippa (Ecuba), Viola Graziosi (Elena), Graziano Piazza (Menelao), Paolo Rossi (Taltibio)                                                                                     |
| 2019 | Elena                     | Euripide   | Walter Lapini               | Davide Livermore     | Andrea Chenna                            | Davide Livermore              | Gianluca Falaschi         |                             | Linda Gennari (secondo messaggero), Giancarlo Judica Cordiglia (Teoclimeno), Laura Marinoni (Elena) |
| 2019 | Lisistrata                | Aristofane | Giulio Guidorizzi           | Tullio Solenghi      |                                          | Andrea Viotti                 | Andrea Viotti             | Paola Maffioletti           | Giovanna Di Rauso (Mirrina), Massimo Lopez (Pedasta), Totò Onnis (Strimidoro), Elisabetta Pozzi (Lisistrata), Tiziana Schiavarelli (Stratillide), Tullio Solenghi (Cinesia), Vittorio Viviani (Dracete)           |
| Anno | Titolo                    | Autore     | Traduzione                  | Regia                | Musiche                                  | Scenografia                   | Costumi                   | Coreografia                 | Attori principali |

## Dal 2021 ad oggi
| Anno | Titolo              | Autore     | Traduzione         | Regia             | Musiche                         | Scenografia                              | Costumi             | Coreografia            | Attori principali |
| ---- | ------------------- | ---------- | ------------------ | ----------------- | ------------------------------- | ---------------------------------------- | ------------------- | ---------------------- | --- |
| 2021 | Le Baccanti         | Euripide   | Guido Paduano      | Carlus Padrissa   | Carlus Padrissa                 | Carlus Padrissa                          | Tamara Joksimovic   | Mireia Romero Miralles | Antonello Fassari (Tiresia), Stefano Santospago (Cadmo)                                                                                               |
| 2021 | Coefore/Eumenidi    | Eschilo    | Walter Lapini      | Davide Livermore  | Andrea Chenna                   | Davide Livermore, Lorenzo Russo Rainaldi | Gianluca Falaschi   |                        | Gaia Aprea (una coefora), Giancarlo Judica Cordiglia (Apollo), Olivia Manescalchi (Atena), Laura Marinoni (Clitemnestra), Stefano Santospago (Egisto) |
| 2021 | Le nuvole           | Aristofane | Nicola Cadoni      | Antonio Calenda   | Germano Mazzocchetti            | Bruno Buonincontri                       | Bruno Buonincontri  | Jacqueline Bulnés      | Antonello Fassari (Socrate), Massimo Nicolini (Fidippide), Nando Paone (Strepsiade), Galatea Ranzi (una corifea), Stefano Santospago (Aristofane)     |
| 2022 | Agamennone          | Eschilo    | Walter Lapini      | Davide Livermore  | Mario Conte                     | Davide Livermore, Lorenzo Russo Rainaldi | Gianluca Falaschi   |                        | Gaia Aprea (corifea), Linda Gennari (Cassandra), Olivia Manescalchi (messaggero), Laura Marinoni (Clitemnestra), Stefano Santospago (Egisto)          |
| 2022 | Edipo re            | Sofocle    | Francesco Morosi   | Robert Carsen     | Cosmin Nicolae                  | Rudu Boruzescu                           | Luis F. Carvalho    | Marco Berriel          | Maddalena Crippa (Giocasta), Paolo Mazzarelli (Creonte), Graziano Piazza (Tiresia)                                                                    |
| 2022 | Ifigenia in Tauride | Euripide   | Giorgio Ieranò     | Jacopo Gassman    |                                 | Gregorio Zurla                           | Gianluca Sbicca     |                        | Massimo Nicolini (Pilade), Stefano Santospago (Toante)                                                                                                |
| 2023 | Prometeo incatenato | Eschilo    | Roberto Vecchioni  | Leo Muscato       | Ernani Maletta                  | Federica Parolini                        | Silvia Anymonino    | Nicole Kehrberger      | Deniz Özdoğan (Io) |
| 2023 | Medea               | Euripide   | Massimo Fusillo    | Federico Tiezzi   | Silvia Colasanti                | Marco Rossi                              | Giovanna Buzzi      |                        | Francesca Ciocchetti (coreuta), Roberto Latini (Creonte), Laura Marinoni (Medea)                                                                      |
| 2023 | La pace             | Aristofane | Nicola Cadoni      | Daniele Salvo     | Patrizio Maria D'Artista        | Alessandro Chiti                         | Daniele Gelsi       |                        | Giuseppe Battiston (Trigeo), Patrizio Cigliano (Polemos), Massimo Verdastro (Ermes/Ierocle)                                                           |
| 2024 | Aiace               | Sofocle    | Walter Lapini      | Luca Micheletti   | Giovanni Sollima                | Nicolas Bovey                            | Daniele Gelsi       | Fabrizio Angelini      | Roberto Latini (Atena/messaggero), Luca Micheletti (Aiace), Edoardo Siravo (Agamennone)                                                               |
| 2024 | Fedra               | Euripide   | Nicola Crocetti    | Paul Curran       | Ernani Maletta e Matthew Barnes | Gary McCann                              | Gary McCann         | Francesca Della Monica | Gaia Aprea (nutrice), Giovanna Di Rauso (Artemide), Sergio Mancinelli (servo)                                                                         |
| 2024 | Miles gloriosus     | Plauto     | Caterina Mordeglia | Leo Muscato       | Ernani Maletta                  | Federica Parolini                        | Silvia Aymonino     | Francesca Della Monica | Anna Charlotte Barbera (Milfidippa), Giulia Fiume (Palestrione), Paola Minaccioni (Pirgopolinice), Deniz Özdoğan (Acroteleuzio)                       |
| 2025 | Edipo a Colono      | Sofocle    | Francesco Morosi   | Robert Carsen     | Cosmin Nicolae                  | Radu Boruzescu                           | Luis Carvalho       | Marco Berriel          | Paolo Mazzarelli (Creonte], Massimo Nicolini (Teseo), Fotinì Peluso (Antigone)                                                                        |
| 2025 | Elettra             | Sofocle    | Giorgio Ieranò     | Roberto Andò      | Giovanni Sollima                | Gianni Carluccio                         | Daniela Cernigliaro | Luna Cenere            | Sonia Bergamasco (Elettra), Anna Bonaiuto (Clitemnestra), Roberto Latini (Oreste), Danilo Nigrelli (pedagogo),                                        |
| 2025 | Lisistrata          | Aristofane | Nicola Cadoni      | Serena Sinigallia | Filippo Del Corno               | Maria Spazzi                             | Gianluca Sbicca     | Alessio Maria Romano   | Lella Costa (Lisistrata) |
| 2026 | Antigone            | Sofocle    | Elena Fabbro       | Robert Carsen     |                                 |                                          |                     |                        | |
| 2026 | Alcesti             | Euripide   | Elena Fabbro       | Filippo Dini      |                                 |                                          |                     |                        | |
| 2026 | I persiani          | Eschilo    | Walter Lapini      | Àlex Ollé         |                                 |                                          |                     |                        | |
| Anno | Titolo              | Autore     | Traduzione         | Regia             | Musiche                         | Scenografia                              | Costumi             | Coreografia            | Attori principali |

## Statistiche
Delle 146 rappresentazioni (fino al 2025):
- 51 sono opere di Euripide
- 36 sono opere di Eschilo
- 37 sono opere di Sofocle
- 18 sono opere di Aristofane
- 2 sono opere di Seneca
- 2 sono opere di Plauto

Le opere più rappresentate sono:
- 9 volte: Agamennone di Eschilo e Le Coefore di Eschilo (di cui 2 insieme a Le Eumenidi)
- 8 volte: Edipo re di Sofocle
- 7 volte: Antigone di Sofocle, Le Baccanti di Euripide e Medea di Euripide
- 6 volte: Le Eumenidi di Eschilo (di cui 2 insieme a Le Coefore) e Edipo a Colono di Sofocle